# Bradyidius saanichi
Bradyidius saanichi is een eenoogkreeftjessoort uit de familie van de Aetideidae. De wetenschappelijke naam van de soort is voor het eerst geldig gepubliceerd in 1966 door Park.